# ناتالی دورمر
ناتالی دورمر (انگلیسی: Natalie Dormer؛ زاده ۱۱ فوریهٔ ۱۹۸۲) هنرپیشه اهل انگلستان است. وی از سال ۲۰۰۵ میلادی تاکنون مشغول فعالیت بوده است. نخستین نقش وی در فیلم رمانتیک کازانووا (۲۰۰۵) به کارگردانی لاسه هالستروم بود. دورمر بیشتر برای اجرای نقش مارجری تایرل در مجموعه تلویزیونی خیال‌پردازی حماسی بازی تاج‌وتخت شناخته شده‌است.

## بخشی از فیلم‌شناسی

### فیلم
| نام فیلم                        | سال  | نقش                   |
| ------------------------------- | ---- | --------------------- |
| کازانووا                        | ۲۰۰۵ | ویکتوریا              |
| بی‌عیب                           | ۲۰۰۷ | کسی                   |
| دابلیو.ئی.                      | ۲۰۱۱ | الیزابت، شهبانوی مادر |
| کاپیتان آمریکا: نخستین انتقام‌جو | ۲۰۱۱ | سرباز وظیفه لورین     |
| شتاب                            | ۲۰۱۳ | پرستار گما            |
| مشاور                           | ۲۰۱۳ | بلاندی                |
| عطش مبارزه: زاغ مقلد - بخش ۱    | ۲۰۱۴ | کریسدا                |
| باشگاه شورش                     | ۲۰۱۴ |                       |
| عطش مبارزه: زاغ مقلد - بخش ۲    | ۲۰۱۵ | کریسدا                |
| جنگل                            | ۲۰۱۶ | سارا پرایس            |
| در تاریکی                       | ۲۰۱۸ | سوفیا                 |
| بیمار صفر                       | ۲۰۱۸ |                       |
| پروفسور و مرد دیوانه            | ۲۰۱۹ | الیزا مرت             |

|-
|زنبور|۲۰۲۴|کارلا|}

### مجموعه تلویزیونی
| نام                          | سال        |
| ---------------------------- | ---------- |
| تودورها                      | ۲۰۱۰-۲۰۰۷  |
| مارپل آگاتا کریستی           | ۲۰۰۹       |
| بازی تاج‌وتخت                 | ۲۰۱۲- ۲۰۱۶ |
| ابتدایی                      | ۲۰۱۳-۲۰۱۵  |
| داستان عامه‌پسند: شهر فرشتگان | ۲۰۲۰       |